# Peñaranda de Bracamonte
Peñaranda de Bracamonte è un comune spagnolo di 6 262 abitanti situato nella comunità autonoma di Castiglia e León.